# Cocktail ufficiali IBA

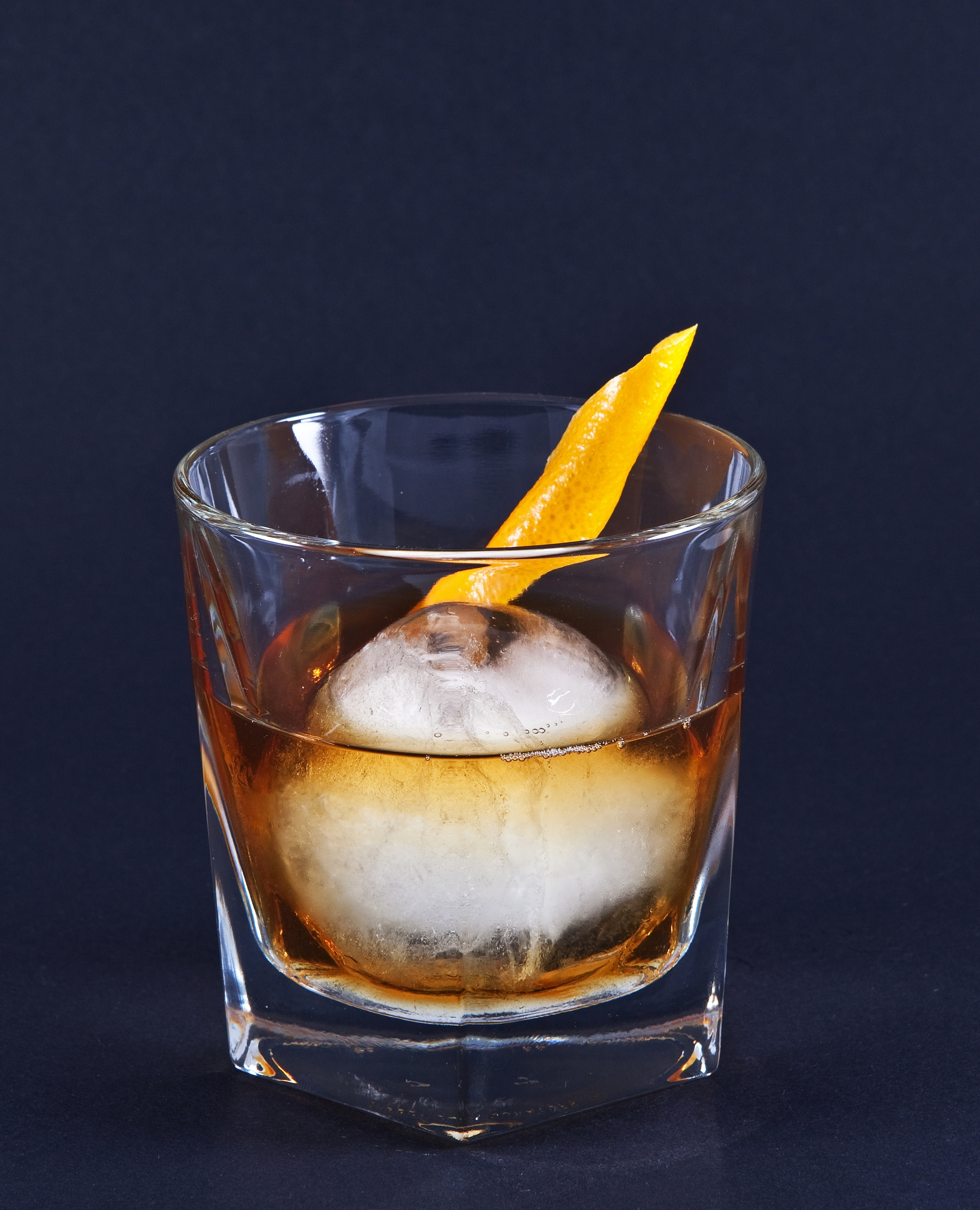
L'Old Fashioned è un cocktail ufficiale IBA

Un cocktail ufficiale IBA è uno dei molti cocktail selezionati dalla International Bartenders Association (IBA) per l'annuale World Cocktail Competition (WCC) di bartending.
Le dosi degli ingredienti per i cocktail IBA sono specificate in millilitri (ml).

## Lista attuale (2024)
A marzo 2024 viene ufficializzata la nuova lista dei cocktail ufficiali IBA. Le categorie rispetto all'ultima codificazione del 2020 sono rimaste invariate. Nella categoria "The Unforgettables" è stato inserito il Remember the Maine; nella categoria "The Contemporary" sono stati inseriti il Cardinale, il Garibaldi (già presente nella seconda e nella terza codificazione) e il Rabo de Galo, mentre è stato rimosso il Golden dream, che era presente nella codificazione dal 1986. Nella categoria "New Era Drinks" sono stati inseriti undici nuovi drink, e sono stati rimossi il Barracuda, il Fernandito e lo Yellow Bird. I drink codificati nel 2024 sono, in totale, 101.
The Unforgettables
- Alexander
- Americano
- Angel Face
- Aviation
- Between the Sheets
- Boulevardier
- Brandy Crusta
- Casino
- Clover Club
- Daiquiri
- Dry Martini
- Gin Fizz
- Hanky Panky
- John Collins
- Last Word
- Manhattan
- Martinez
- Mary Pickford
- Monkey Gland
- Negroni
- Old Fashioned
- Paradise
- Planter's Punch
- Porto flip
- Ramos Gin Fizz
- Remember the Maine
- Rusty Nail
- Sazerac
- Sidecar
- Stinger
- Tuxedo
- Vieux Carré
- Whiskey Sour
- White lady

The Contemporary
- Bellini
- Black Russian
- Bloody Mary
- Caipirinha
- Cardinale
- Champagne Cocktail
- Cosmopolitan
- Corpse Reviver Nº 2
- Cuba libre
- French 75
- French Connection
- Garibaldi
- Grasshopper
- Hemingway Special
- Horse's Neck
- Irish coffee
- Kir
- Lemon Drop Martini
- Long Island Iced Tea
- Mai Tai
- Margarita
- Mimosa
- Mint Julep
- Mojito
- Moscow mule
- Piña Colada
- Pisco sour
- Rabo de Galo
- Sea Breeze
- Sex on the Beach
- Singapore Sling
- Tequila Sunrise
- Vesper
- Zombie

New Era Drinks
- Bramble
- Bee's Knees
- Canchanchara
- Chartreuse Swizzle
- Dark 'n' Stormy
- Don's Special Daiquiri
- Espresso Martini
- French Martini
- Gin Basil Smash
- Grand Margarita
- I.B.A. Tiki
- Illegal
- Jungle Bird
- Missionary Downfall
- Naked and Famous
- New York sour
- Old Cuban
- Paloma
- Paper Plane
- Penicillin
- Pisco punch
- Porn star Martini
- Russian Spring Punch
- Sherry cobbler
- Southside
- Spicy Fifty
- Spritz
- Suffering Bastard
- Three Dots and a Dash
- Tipperary
- Tommy's Margarita
- Trinidad sour
- VE.N.TO

## Liste precedenti

### 1ª lista (1961)
La prima lista venne ufficializzata nel 1961 in Norvegia presso il Gausdal Mountain Hotel di Oslo, dopo che il 2 novembre 1960, in occasione dell'annuale congresso dell'IBA tenutosi a Parigi, Angelo Zola aveva proposto di formare un comitato che avesse il compito di codificare un numero limitato di bevande a livello internazionale sulla base dei cocktail più tipici di ogni paese. In origine i cocktail codificati a livello mondiale furono 50, e per oltre vent'anni tale lista non subì variazioni. Nomi come Czarina, Alaska e Grand Slam sono stati serviti in tutti i bar del mondo, fino a quando non sono stati sostituiti da altri drink. Molti di questi sono usciti dalle ultime codifiche (non solo quella del 2011), tra cui l'Old pal, il Gin and french e il Bronx.
- Adonis
- Affinity
- Alaska
- Alexander
- Angel Face
- Bacardi
- Bamboo
- Bentley
- Between the Sheets
- Block and fall
- Bloody Mary
- Bobby Burns
- Bombay
- Bronx
- Brooklyn
- Caruso
- Casino
- Claridge
- Clover Club
- Czarina
- Daiquiri
- Derby
- Diki-Diki
- Duchess
- East India
- Gibson
- Gin and It
- Grand Slam
- Grasshopper
- Manhattan
- Martini Dry
- Sweet Martini
- Mary Pickford
- Mikado
- Monkey Gland
- Negroni
- Old Fashioned
- Old pal
- Orange Blossom
- Oriental
- Paradise
- Parisian
- Planters
- Princeton
- Rob Roy
- Rose
- Sidecar
- Stinger
- White lady
- Za-Za

### 2ª lista (1986)
Nel 1985, in occasione del congresso dell'IBA ad Amsterdam, venne deciso di apportare delle modifiche alla precedente lista del 1961 per venire incontro alle preferenze dei clienti, che tendevano a non richiedere più alcuni cocktail. La nuova lista venne codificata l'anno successivo, durante il congresso IBA di Deauville, passando da 50 a 73 cocktail (più 7 varianti), aggiungendone di nuovi e rimuovendone altri dalla precedente lista.
- Alexander
- Americano
- Apotheke (Corpse Reviver)
- Bacardi
- Banana Bliss
- Banana Daiquiri
- B&B
- Bellini
- Black Russian
- Bloody Mary
- Blue Lagoon (cocktail) (2 varianti)
- Bronx
- Buck's Fizz (Mimosa)
- Bull Shot
- Cocktail champagne
- Champagne Pick-me-up
- Collins (Tom Collins)
- Daiquiri
- Egg-noggs (cognac)
- Fizzes (gin)
- Florida
- French Connection
- Frozen Daiquiri
- Garibaldi
- Gibson
- Gimlet (gin o vodka)
- Gin and french
- Gin and It
- Golden Cadillac
- Golden dream
- Godfather
- Godmother
- Grasshopper
- Harvey Wallbanger
- Horse's Neck
- Caffè (Irish coffee)
- King Alfonso
- Kir
- Kir Royal
- Kir Imperial
- Mai Tai
- Manhattan (3 varianti)
  - Manhattan
  - Dry Manhattan
  - Medium o Perfect Manhattan
- Margarita (3 varianti)
- Dry Martini
- Martini Perfect o Medium
- Sweet Martini
- Negroni
- Old Fashioned (whisky)
- Paradise
- Pimm's Nº 1
- Piña Colada
- Planter's Punch (2 varianti)
- Porto flip
- Prairie oyster (Corpse Reviver)
- Pussy Foot
- Rob Roy
- Rose
- Rusty Nail
- Salty Dog
- Screwdriver
- Shirley Temple
- Sidecar
- Singapore Sling
- Spritzer
- Snowball
- Whiskey Sour
- Stinger
- Strawberry Daiquiri
- Tequila Sunrise (2 varianti)
  - Long drink
  - Short drink
- Tequini
- Velvet Hammer
- Vodkatini
- White lady
- White Russian
- White Spider

### 3ª lista (1993)
La nuova lista venne stilata in occasione del congresso IBA del 1993, tenutosi presso l'Hotel Intercontinental di Vienna, dove venne stilato un nuovo elenco di 60 cocktail, di cui quattro analcolici.
- Alexander
- Americano
- Bacardi cocktail
- Banana Daiquiri
- Bellini
- Black Russian
- Bloody Mary
- Brandy egg nog
- Bronx
- Buck's Fizz (Mimosa)
- Bull Shot
- Cocktail champagne
- Daiquiri
- Florida
- French Connection
- Frozen Daiquiri
- Garibaldi
- Gibson
- Gin and french
- Gin and It
- Gin Fizz
- Godfather
- Godmother
- Golden Cadillac
- Golden dream
- Grasshopper
- Harvey Wallbanger
- Horse's Neck
- Irish coffee
- John Collins
- Kir
- Kir Royal
- Manhattan
- Dry Manhattan
- Perfect Manhattan
- Margarita
- Dry Martini
- Martini Perfect
- Sweet Martini
- Vodka martini
- Negroni
- Old Fashioned
- Paradise
- Parson's Special
- Piña Colada
- Planter's Punch
- Porto flip
- Pussy Foot
- Rob Roy
- Rose
- Rusty Nail
- Screwdriver
- Shirley Temple
- Sidecar
- Singapore Sling
- Stinger
- Tequila Sunrise
- Whiskey Sour
- White lady
- White Russian

### 4ª lista (2004)
Fino al 2011 i cocktail ufficiali IBA erano divisi in cinque categorie:

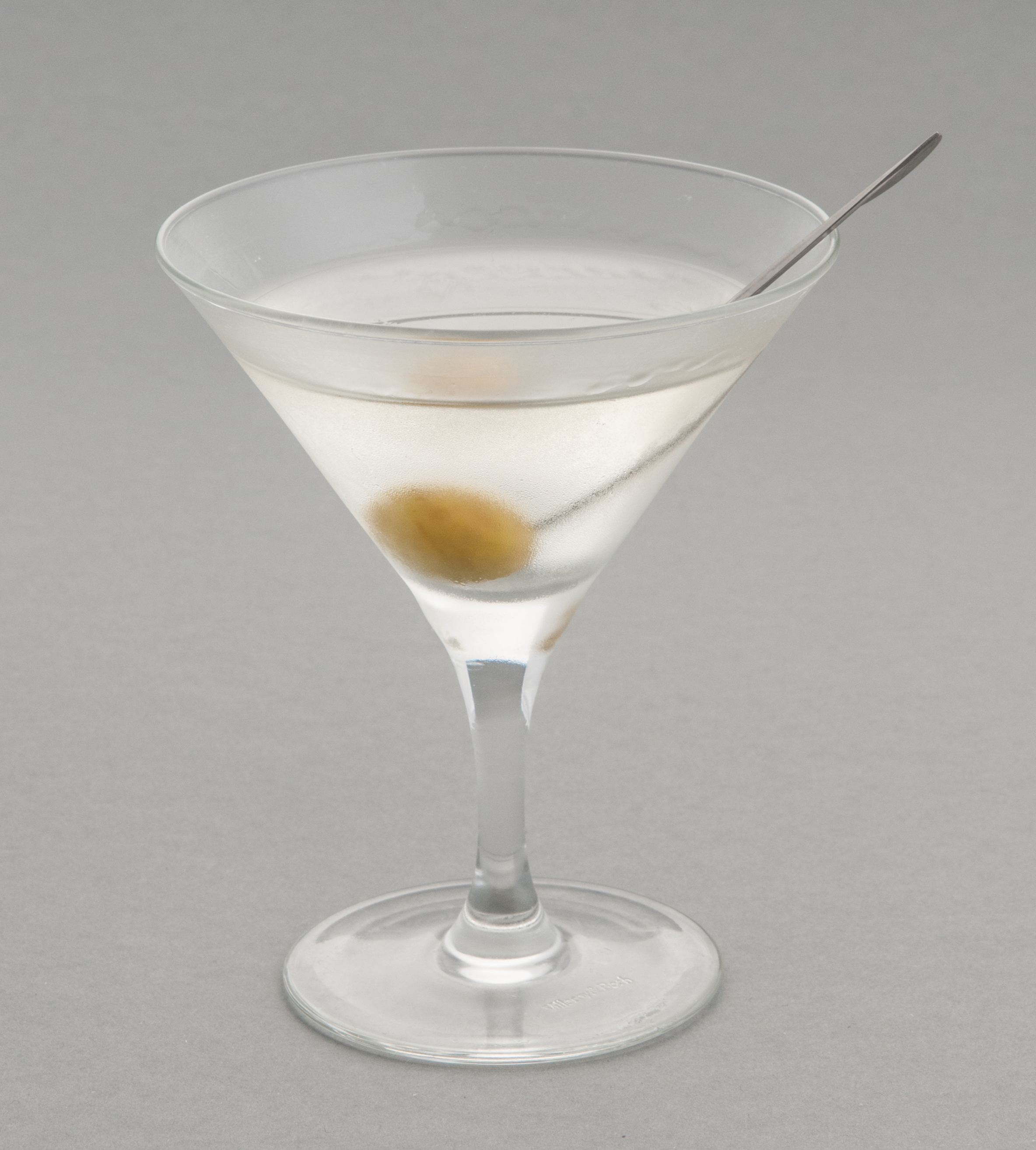
Il Martini (o Dry Martini) è un celebre cocktail pre-dinner

Pre-dinner cocktail
- Americano
- Bacardi cocktail
- Bronx
- Banana Daiquiri
- Daiquiri
- Frozen Daiquiri
- Gibson
- Kir
- Kir Royal
- Manhattan
- Manhattan Dry
- Manhattan Medium
- Margarita
- Martini (Dry)
- Martini (Perfect)
- Martini (Sweet)
- Martini (Vodka)
- Negroni
- Old Fashioned
- Paradise
- Rob Roy
- Rose
- Whiskey Sour

After-dinner
- Black Russian
- Brandy Alexander
- French Connection
- Godfather
- Godmother
- Golden Cadillac
- Golden dream
- Grasshopper
- Porto flip
- Rusty Nail
- White Russian

Long drink style
- Bellini
- Bloody Mary
- Brandy egg nogg
- Buck's Fizz
- Bull Shot
- Champagne Cocktail
- Gin Fizz
- Harvey Wallbanger
- Horse's Neck
- Irish coffee
- John Collins
- Mimosa
- Piña Colada
- Planter's Punch
- Screwdriver
- Singapore Sling
- Tequila Sunrise

Popular cocktails
- Apple Martini
- B-52
- Caipirinha
- Cosmopolitan
- Cuba libre
- Japanese slipper
- Kamikaze
- Long Island Iced Tea
- Mai Tai
- Mojito
- Orgasm
- Salty Dog
- Sea Breeze
- Sex on the Beach

Special cocktail
- Ladyboy

### 5ª lista (2011)
Il 25 novembre 2011, viene ufficializzata la nuova lista dei cocktail IBA direttamente sul sito ufficiale. Molti doppioni spariscono (ad esempio i Manhattan e i Martini, lasciando solo alcuni). Così altri cocktail vengono rimossi, sostituiti da altri poco conosciuti in Italia, ma famosi nel resto del mondo (è il caso del Pisco Sour e del Tommy's Margarita). Fino a fine dicembre 2011 i cocktail sono 68, poi arrivano a 77: infatti vengono rimessi in lista cocktail come il Godfather, il Margarita, Cosmopolitan ed altri ancora. In questa lista i cocktail ufficiali sono 77, divisi in tre categorie: Contemporary Classics (classici contemporanei), The Unforgettables (indimenticabili) e New Era Drinks (bevande della nuova epoca).
The Unforgettables
- Alexander
- Americano
- Angel Face
- Aviation
- Bacardi
- Between the Sheets
- Casino
- Clover Club
- Daiquiri
- Derby
- Dry Martini
- Gin Fizz
- John Collins
- Manhattan
- Mary Pickford
- Monkey Gland
- Negroni
- Old Fashioned
- Paradise
- Planter's Punch
- Porto flip
- Ramos Gin Fizz
- Rusty Nail
- Sazerac
- Screwdriver
- Sidecar
- Stinger
- Tuxedo
- Whiskey Sour
- White lady

Contemporary Classics
- Bellini
- Black Russian
- Bloody Mary
- Caipirinha
- Champagne Cocktail
- Cosmopolitan
- Cuba libre
- French 75
- French Connection
- Godfather
- Godmother
- Golden dream
- Grasshopper
- Harvey Wallbanger
- Hemingway Special
- Horse's Neck
- Irish coffee
- Kir
- Long Island Iced Tea
- Mai Tai
- Margarita
- Mimosa
- Mojito
- Moscow mule
- Mint Julep
- Piña Colada
- Rose
- Sea Breeze
- Sex on the Beach
- Singapore Sling
- Tequila Sunrise

New Era Drinks
- Barracuda
- Bramble
- B-52
- Dark 'n' Stormy
- Dirty Martini
- Espresso Martini
- French Martini
- Kamikaze
- Lemon Drop Martini
- Pisco sour
- Russian Spring Punch
- Spritz Veneziano
- Tommy's Margarita
- Vampiro
- Vesper
- Yellow Bird

### 6ª lista (2020)
A febbraio 2020 viene ufficializzata la nuova lista dei cocktail IBA, le principali novità rispetto alla versione del 2011 riguardano l'esclusione del Bacardi Cocktail, del Godfather, del Godmother, dello Screwdriver e del Harvey Wallbanger. Caipiroska e Caipirissima vengono definite varianti ufficiali del Caipirinha, il Tom Collins variante ufficiale del John Collins, e il Puccini e il Rossini varianti ufficiali del Bellini, mentre lo Spritz perde l'appellativo di "Veneziano". Le categorie non subiscono variazioni rispetto alla lista del 2011 e con i nuovi inserimenti il numero aumenta da 77 a 90.
The Unforgettables
- Alexander
- Americano
- Angel Face
- Aviation
- Between the Sheets
- Boulevardier
- Brandy Crusta
- Casino
- Clover Club
- Daiquiri
- Dry Martini
- Gin Fizz
- Hanky Panky
- John Collins
- Last Word
- Manhattan
- Martinez
- Mary Pickford
- Monkey Gland
- Negroni
- Old Fashioned
- Paradise
- Planter's Punch
- Porto flip
- Ramos Gin Fizz
- Rusty Nail
- Sazerac
- Sidecar
- Stinger
- Tuxedo
- Vieux Carré
- Whiskey Sour
- White lady

Contemporary Classics
- Bellini
- Black Russian
- Bloody Mary
- Caipirinha
- Champagne Cocktail
- Cosmopolitan
- Corpse Reviver Nº 2
- Cuba libre
- French 75
- French Connection
- Golden dream
- Grasshopper
- Hemingway Special
- Horse's Neck
- Irish coffee
- Kir
- Long Island Iced Tea
- Mai Tai
- Margarita
- Mimosa
- Mint Julep
- Mojito
- Moscow mule
- Piña Colada
- Pisco sour
- Sea Breeze
- Sex on the Beach
- Singapore Sling
- Tequila Sunrise
- Vesper
- Zombie

New Era Drinks
- Barracuda
- Bramble
- Bee's Knees
- Canchanchara
- Dark 'n' Stormy
- Espresso Martini
- Fernandito
- French Martini
- Illegal
- Lemon Drop Martini
- Naked and Famous
- New York sour
- Old Cuban
- Paloma
- Paper Plane
- Penicillin
- Russian Spring Punch
- Southside
- Spicy Fifty
- Spritz
- Suffering Bastard
- Tipperary
- Tommy's Margarita
- Trinidad sour
- VE.N.TO
- Yellow Bird

## Lista dei prodotti dolcificati
L'uso di prodotti dolcificati è limitata a 2 cl (equivalenti a 1,35 tbsp oppure a 0,68 fl. oz.) nei Pre-Dinner Cocktail:
1. Vermut rosso, bianco e rosè
2. Liquori dolci come Grand Marnier, Cointreau, Drambuie, Midori, Galliano, e creme
3. Bols, Monin, Marie Brizard, De Kuyper
4. Porto, Marsala
5. Sherry
6. Tutti gli sciroppi
7. Vino spumante